# Das verräterische Herz

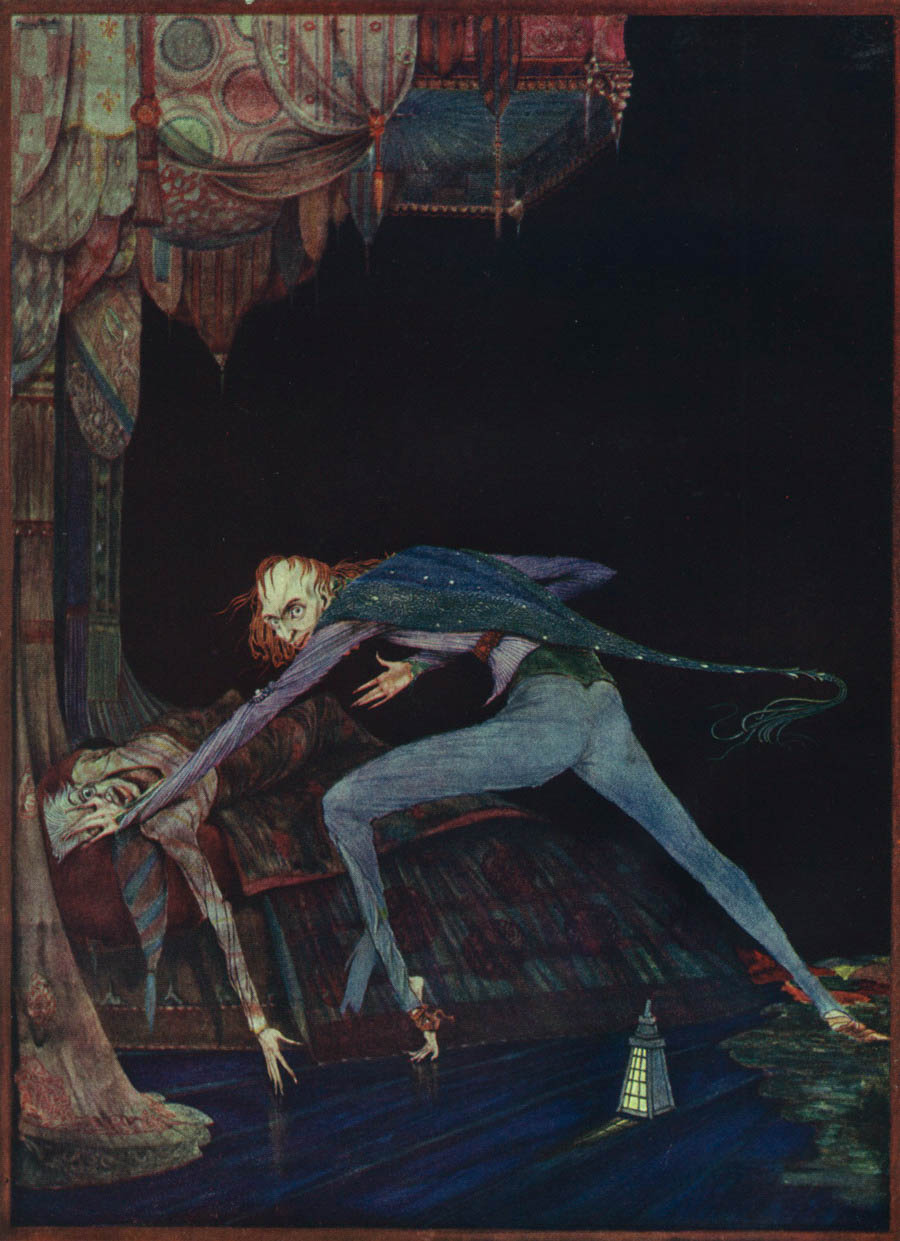
Das verräterische Herz, Illustration von Harry Clarke, 1919

Das verräterische Herz (auch: Das schwatzende Herz oder Der alte Mann mit dem Geierauge, englischer Originaltitel: The Tell-Tale Heart; Erstveröffentlichung in The Pioneer, 1843) ist eine Kurzgeschichte Edgar Allan Poes. Sie handelt vom Mord des Ich-Erzählers an einem alten Mann. Die Erzählung ist ein Klassiker der Schauerliteratur.

## Inhalt
Der Ich-Erzähler will mit seinem Bericht dem Zuhörer beweisen, dass er zwar reizbare Nerven und durch sein Leiden geschärfte Sinne hat („Ich hörte alles, was im Himmel und auf Erden geschah; auch manches, was in der Hölle vorging.“), dass er aber keinesfalls wahnsinnig ist. Offenbar wirft man ihm das vor; vielleicht in einem Polizeiverhör oder in einer Untersuchung in der Psychiatrie. Denn er hat einen alten Mann getötet, aber nicht etwa aus Hass oder aus Besitzgier. Er sagt, dass er den alten Mann geliebt habe, sein Geld habe er nicht angerührt. Auslöser des Verbrechens sei ausschließlich eine physische Besonderheit des Alten gewesen: Eines seiner Augen, blassblau, sei überzogen von einem dünnen Häutchen und ähnele dem eines Geiers. Er habe es nicht ansehen können, ohne von tödlichem Hass ergriffen zu werden. Im Folgenden schildert er präzise den Ablauf der Tat und entlarvt damit selbst seine Psychose:
Eine Woche schiebt der Ich-Erzähler die Tat vor sich her. In dieser Woche begegnet er dem Alten tagsüber mit besonderer Liebenswürdigkeit. Nachts aber, wenn er schläft, sucht er ihn so leise und umsichtig auf, dass dieser nichts davon merkt. Dann öffnet er eine bis dahin verblendete Laterne einen Spalt breit und leuchtet ihm ins Gesicht. Weil das Auge geschlossen bleibt, kann er ihn jedoch nicht töten.
In der Mordnacht verrät sich der Erzähler durch ein Geräusch. Der Alte schrickt hoch. Der lauernde Täter erstarrt zu völliger Stille in absoluter Dunkelheit. Aber er ahnt, dass der Verängstigte seine Anwesenheit fühlt. So belauern die beiden einander eine Stunde lang. Der Erzähler stellt sich genüsslich die Panik des Opfers vor, die er selbst gut kennt. Schließlich öffnet er seine Blendlaterne einen Spalt breit. Das Licht fällt auf das verhasste Auge. Aber noch immer kann er sich nicht zur Tat aufraffen, bis er hört, wie das Herz des Alten anfängt, immer lauter zu schlagen. Er hat Angst, die Nachbarn könnten das Pochen hören. Mit einem Schrei springt er auf den Alten zu, erstickt ihn unter seinem Bettzeug, hört aber das Herz seines Opfers noch lange schlagen.
Auch die Art und Weise, wie er den Toten versteckt, hält der Erzähler für einen Beweis seines klaren Verstandes. Er löst Dielen aus dem Boden des Zimmers, stopft die Leichenteile in den Hohlraum darunter und schließt die Lücke wieder handwerklich perfekt. Den Polizisten, die von einem Nachbarn, der den Schrei gehört hatte, alarmiert wurden, erklärt er ruhig lächelnd, er selbst habe ihn im Traum ausgestoßen. Der Alte sei aufs Land gefahren. Die Ermittler sehen, dass das Geld nicht angerührt ist, und finden keinerlei Spuren einer Gewaltanwendung. Ihr Verdacht ist zerstreut und der Erzähler lädt sie in seinem übermütigen Sicherheitsgefühl zu einer Plauderei am Tatort ein. Aber in seinem Ohr beginnt ein Rauschen, das sich zu einem immer lauteren Pochen steigert, und er ist überzeugt, dass die Besucher die Bedeutung des Geräuschs auch kennen, aber ihren Spott mit ihm treiben, indem sie es heuchlerisch ignorieren. Um sich von seiner unerträglichen Seelenqual zu befreien, gesteht der Erzähler die Tat, indem er schreit, das grauenhafte Klopfen sei das Herz des Getöteten und es liege unter den Dielen.

## Deutung
Die Erzählung ist ein Paradigma (Musterbeispiel) für Suspense in der Literatur: Der Leser weiß von Anfang an, dass der Ich-Erzähler den alten Mann töten wird. Die ganze Spannung richtet sich auf das Wie. Mit seinen ständigen Beteuerungen, er sei völlig vernünftig, erreicht der Ich-Erzähler beim Leser nur, dass dieser ihn für völlig wahnsinnig hält. Das Ziel, einen Menschen ausschließlich wegen einer kleinen physischen Anomalie zu töten, ist so irrational, dass auch seine zweckmäßigste Verfolgung irrational wird. Poe erweist sich als Meister des Verschweigens: Mit keinem Wort verrät er, in welcher tatsächlichen Beziehung der Täter und sein Opfer stehen. Aber wo lebt schon ein jüngerer Mann mit einem älteren so eng zusammen wie diese beiden? Die Assoziation, dass es sich hier um einen Konflikt zwischen Sohn und Vater handelt, ist keineswegs weit hergeholt. Sie wird von Marie Bonaparte unterstützt, für die Poe in dieser Geschichte den Hass auf seinen Ziehvater John Allan abarbeitet, der den kleinen Edgar liebevoll aufzog, den erwachsenen dann aber aufs Herzloseste in Armut und Elend stieß. Das Zugleich-lieben-und-hassen-Müssen der Doublebind-Situation kommt mitsamt ihrer die Entwicklung einer Schizophrenie begünstigenden Gewalt in diesem Text zum Ausdruck:

“I knew what the old man felt, and pitied him although I chuckled at heart.”

„Was der alte Mann empfand, wusste ich und bedauerte ihn, obwohl mein Herz vor Vergnügen gluckste.“

Mit der Tötung bedient der Ich-Erzähler seinen Hass, aber seine Liebe bringt das Herz des Opfers wieder zum Schlagen und erzwingt das Geständnis des in sich zerrissenen Täters.
Nach Klaus Zobel unterliegen nahezu alle Kommentatoren des Textes dem Irrtum, es handele sich um eine Kriminalgeschichte. Dabei übersehe man die monologische Konzeption des Textes. Eingeschlossen in den Kreis einer ganz eigenwilligen solipsistischen Auffassung und Anschauung seiner Welt gelinge es dem Ich-Erzähler nicht mehr, exzessiv Vorgestelltes von real Existierendem zu trennen. Poe gestalte eine nächtliche Phantasmagorie, bei der die anfangs noch ganz wirklichkeitsnah erscheinenden Züge einer Kriminalgeschichte sich immer mehr in einem Vexierspiel auflösten, bei dem schließlich nicht mehr zwischen Opfer und Täter unterschieden werden könne. Der scheinbar die Wirklichkeit widerspiegelnde Erzählvorgang erweise sich als eine Folge wahnhafter Vorstellungen und Bilder, die den Ich-Erzähler in eine immer stärkere psychotische Verwirrung ziehe.

## Einflüsse
Nach geläufiger Ansicht benutzte Poe wahrscheinlich Charles Dickens’ 1840 erschienene Geschichte The Clock-Case: A Confession Found in a Prison in the Time of Charles the Second als Vorbild, denn einige Textstellen der Kurzgeschichte weisen Ähnlichkeiten mit Dickens’ Werk auf. Auch Bezüge zu E. T. A. Hoffmanns Die Elixiere des Teufels und Das Fräulein von Scuderi sind zu erkennen.
Poes wichtigste Quelle dürfte jedoch die Episode A Madman’s Manuscript aus dem elften Kapitel der Pickwick Papers von Charles Dickens gewesen sein, wie Klaus Zobel schlüssig nachgewiesen hat, während The Clock Case Zobel zufolge für Poe nur von nachgeordneter Bedeutung gewesen sein könne.

## Deutsche Übersetzungen (Auswahl)
- 1861: unbekannter Übersetzer: Das anklägerische Herz. Scheible, Stuttgart.
- ca. 1890: Alfred Mürenberg: Das verräterische Herz. Spemann, Stuttgart.
- 1901: Hedda Moeller und Hedwig Lachmann: Das verräterische Herz. J.C.C. Bruns, Minden.
- 1909: Gisela Etzel: Das schwatzende Herz. Propyläen Verlag, München.
- 1912: unbekannter Übersetzer: Das verräterische Herz. Kiepenheuer, Weimar.
- 1922: Joachim von der Goltz: Das Verräterische Herz. Rösl & Cie., München.
- 1923: Wilhelm Cremer: Der alte Mann mit dem Geierauge. Verlag der Schiller-Buchhandlung, Berlin.
- ca. 1925: Bernhard Bernson: Das verräterische Herz. Josef Singer Verlag, Straßburg.
- 1945: Marlies Wettstein: Das verräterische Herz. Artemis, Zürich.
- 1953: Richard Mummendey: Das verräterische Herz. Hundt, Hattingen.
- 1955: Arthur Seiffart: Das verräterische Herz. Tauchnitz Verlag, Stuttgart.
- 1966: Hans Wollschläger: Das verräterische Herz. Walter Verlag, Freiburg i. Br.
- 1989: Thekla Zachrau: Das verräterische Herz. Reclams Universal-Bibliothek, Stuttgart.
- 2018: Steffen Jacobs: Das verräterische Herz. Kiepenheuer & Witsch, Köln.

## Sonstiges
- Auf dem Album Tales of Mystery and Imagination des Alan Parsons Project ist die Erzählung mit dem Originaltitel The Tell-Tale Heart vertont worden.
- Stephen Hillenburg, der Erfinder von SpongeBob Schwammkopf, adaptierte die Erzählung in der Folge Quietschende Schuhe.
- In der Simpsons-Folge Lisas Rivalin baut Allison ein Diorama der Geschichte für einen Schulwettbewerb.
- Der Komponist Bruno Coli vertonte den Originaltext 2004 in seiner Oper The Tell-Tale Heart.
- In der Gruselkabinett-Folge 127 verknüpft Hörspiel-Regisseur Marc Gruppe Das verräterische Herz im September 2017 mit der ebenfalls von Poe stammenden Kurzgeschichte Die Fakten im Fall Valdemar, indem er Ernest Valdemar (gesprochen von Rolf Berg) die Tat im Sterbebett gestehen lässt.[3]
- Bob Dylan erwähnt The Tell-Tale Heart im Text seines Songs I Contain Multitudes, dem Eröffnungsstück seines 2020er Albums Rough and Rowdy Ways.